# 印度毛粒蟹
印度毛粒蟹（学名：Pilumnopeus indica）为扇蟹科毛粒蟹属的动物。分布于日本、墨吉群岛以及中国大陆的广西、广东等地，生活环境为海水，主要栖息于近岸浅水或珊瑚礁块中。
其种加词“indica”意为“印度的”。